# Halowe Mistrzostwa Europy w Lekkoatletyce 1981 – bieg na 50 m przez płotki mężczyzn
Bieg na 50 metrów przez płotki mężczyzn – jedna z konkurencji biegowych rozgrywanych podczas halowych lekkoatletycznych mistrzostw Europy w Palais des Sports w Grenoble. Eliminacje, półfinały i bieg finałowy zostały rozegrane 22 lutego 1981. Zwyciężył reprezentant Finlandii Arto Bryggare. Tytułu zdobytego na poprzednich mistrzostwach nie obronił Jurij Czerwaniow ze Związku Radzieckiego, który tym razem zajął 5. miejsce.

## Rezultaty

### Eliminacje
Rozegrano 3 biegi eliminacyjne, do których przystąpiło 16 biegaczy. Awans do półfinału dawało zajęcie jednego z pierwszych trzech miejsc w swoim biegu (Q). Skład półfinałów uzupełniło trzech zawodników z najlepszym czasem wśród przegranych (q).
Opracowano na podstawie materiału źródłowego.
Bieg 1
| Miejsce | Zawodnik           | Czas | Uwagi |
| ------- | ------------------ | ---- | ----- |
| 1       | Jurij Czerwaniow   | 6,65 | Q     |
| 2       | Płamen Krystew     | 6,66 | Q     |
| 3       | Dieter Gebhard     | 6,72 | Q     |
| 4       | Daniele Fontecchio | 6,73 | q     |
| 5       | Jiří Čeřovský      | 6,76 |       |
| 6       | Jean-Yves Clerc    | 6,83 |       |

Bieg 2
| Miejsce | Zawodnik         | Czas | Uwagi |
| ------- | ---------------- | ---- | ----- |
| 1       | Stepan Kuziw     | 6,58 | Q     |
| 2       | Javier Moracho   | 6,64 | Q     |
| 3       | Hans-Gerd Klein  | 6,67 | Q     |
| 4       | Pablo Cassina    | 6,71 | q     |
| 5       | Wasko Niediałkow | 6,75 |       |

Bieg 3
| Miejsce | Zawodnik          | Czas | Uwagi |
| ------- | ----------------- | ---- | ----- |
| 1       | Arto Bryggare     | 6,53 | Q     |
| 2       | Guy Drut          | 6,63 | Q     |
| 3       | György Bakos      | 6,73 | Q     |
| 4       | Roberto Schneider | 6,74 | q     |
| 5       | Marco Braccini    | 6,97 |       |

### Półfinały
Rozegrano 2 biegi półfinałowe, w których wystartowało 12 biegaczy. Awans do finału dawało zajęcie jednego z trzech pierwszych miejsc w swoim biegu (Q).
Opracowano na podstawie materiału źródłowego.
Bieg 1
| Miejsce | Zawodnik          | Czas | Uwagi |
| ------- | ----------------- | ---- | ----- |
| 1       | Guy Drut          | 6,59 | Q     |
| 2       | Hans-Gerd Klein   | 6,60 | Q     |
| 3       | Płamen Krystew    | 6,64 | Q     |
| 4       | Stepan Kuziw      | 6,66 |       |
| 5       | Dieter Gebhard    | 6,66 |       |
| –       | Roberto Schneider | DNF  |       |

Bieg 2
| Miejsce | Zawodnik           | Czas | Uwagi |
| ------- | ------------------ | ---- | ----- |
| 1       | Arto Bryggare      | 6,54 | Q     |
| 2       | Javier Moracho     | 6,58 | Q     |
| 3       | Jurij Czerwaniow   | 6,63 | Q     |
| 4       | György Bakos       | 6,69 |       |
| 5       | Daniele Fontecchio | 6,79 |       |
| 6       | Pablo Cassina      | 6,83 |       |

### Finał
Opracowano na podstawie materiału źródłowego.
| Miejsce | Zawodnik         | Czas | Uwagi   |
| ------- | ---------------- | ---- | ------- |
| 1       | Arto Bryggare    | 6,47 | CR · NR |
| 2       | Javier Moracho   | 6,48 |         |
| 3       | Guy Drut         | 6,54 |         |
| 4       | Płamen Krystew   | 6,62 | NR      |
| 5       | Jurij Czerwaniow | 6,62 |         |
| 6       | Hans-Gerd Klein  | 6,71 |         |